# A Quick One
"A Quick One" (1966) is het tweede album van de Britse rockband The Who. In de Verenigde Staten werd het album uitgegeven onder de titel "Happy Jack", vanwege de seksueel getinte en suggestieve titel van de Engelse versie en ook als gevolg van het succesje dat "Happy Jack" in de V.S. had.
Het album wordt wereldwijd door fans beschouwd als de spil van de band, vanwege het gebruik van de hardrock/blues van de eerste uitgifte. Een deel van de verkooptrucs van dit album was dat elk bandlid op zijn minst twee nummers zou moeten schrijven voor het album. "A Quick One" is dus het album dat het minst gedomineerd werd door de schrijfkunsten van Pete Townshend.
"A Quick One" is de eerste stap van de band in de richting van een rockopera, belijfd door "A Quick One While He's Away", de titeltrack van de LP. Dit nummer is een negen minuten durende suite met flarden van nummers die een verhaal vertellen over ontrouw en het bijleggen hiervan. (The Who (hoofdzakelijk Townshend) zou later doorgaan met het schrijven van de hele rockopera en het op gaan nemen onder de naam "Tommy" en daarna zelfs nog een: "Quadrophenia").
Het album zou eigenlijk betiteld moeten worden als Popmuziek (hoofdletter 'P'), een supersonische deelnemer van de Pop-art-verschuiving. De cover van het album is een Pop-art uitbeelding van de band, terwijl zij aan het spelen waren. De achtergrond van het album is een zwart-witte fotomontage van de bandleden, vergezeld door een korte persoonsomschrijving van elk (onbekend voor veel Who-fans was het feit dat Keith Moon beweerde dat hij het leuk vond om kuikens te fokken). Een track listing, een paar alinea's met informatie over de band, een advertentie voor hun eerste album en een technische flaptekst waren allemaal te vinden op de achterkant van het album.
De flaptekst onthult de opnametechnieken van die tijd, door te stellen: "Dit is een geweldige opname! Voor zuivere reproductie, gebruik RIAA of een gelijksoortige Record Compensator setting".
Het album werd opgenomen in de IBC Studios, Pye Studios en Regent Sound, in Londen, Engeland in 1966. Kit Lambert produceerde het album.
In 2003 werd het album op nummer 383 gezet van Rolling Stone's lijst van de 500 beste albums aller tijden.

## De plaat

### Songs vanA Quick One
Op "A Quick One" staan de eerste nummers die John Entwistle voor The Who schreef, alleen in verkeerde volgorde. Zo werd "Boris the Spider" geschreven door Entwistle, nadat hij uit was geweest met de bassist van de Rolling Stones, Bill Wyman. Ze bedachten allerlei lollige namen voor dieren, toen Entwistle op de proppen kwam met "Boris The Spider", waarover hij later een lied zou schrijven.
Aangezien Entwistle problemen had met het zingen van de 'r', zong hij het nummer "Whiskey Man" dubbel. Hij zong "fwend" en "flend", in de hoop dat ze samen goed zouden uitkomen als "friend".
"Heatwave" is een cover van een nummer van Martha and the Vandellas, dat erg populair was in het Verenigd Koninkrijk in die tijd. Voor de uitgifte in de Verenigde Staten werd "Heatwave" van het album afgehaald en vervangen door "Happy Jack". Laterna werd "Heatwave" weer teruggezet op het album toen "Happy Jack" in 1974 heruitgegeven werd op een combinatie van "A Quick One"
en "The Who Sell Out": "A Quick One (Happy Jack)".

### Track listing
(Alle nummers zijn geschreven door Pete Townshend, tenzij aangegeven. Merk op dat Daltrey slechts één nummer heeft geschreven.)

#### A Quick One(origineleVK-uitgifte)
| Kant A 1. "Run, Run, Run" - 2:43 2. "Boris the Spider" (Entwistle) - 2:29 3. "I Need You" (Moon) - 2:25 4. "Whiskey Man" (Entwistle) - 2:57 5. "Heat Wave" (Holland-Dozier-Holland) - 1:57 6. "Cobwebs and Strange" (Moon) - 2:31 Kant B 1. "Don't Look Away" - 2:54 2. "See My Way" (Daltrey) - 1:53 3. "So Sad About Us" - 3:04 4. "A Quick One While He's Away" - 9:10 | Bonus tracks (1995 remastered cd) 1. "Batman" (Neal Hefti) (titelsong van Batman) - 1:37 2. "Bucket T" - 2:12 3. "Barbara Ann" (Fred Fassert) - 1:59 4. "Disguises" - 3:10 5. "Doctor, Doctor" (Entwistle) - 2:59 6. "I've Been Away" - 2:08 7. "In The City" - 2:21 8. "Happy Jack" (akoestische versie) - 2:55 9. "Man With Money" (Don Everly/Phil Everly) - 2:45 10. "My Generation" / "Land of Hope and Glory" - 2:05 |

#### Happy Jack(origineleVS-uitgifte)
1. "Run, Run, Run"
2. "Boris the Spider" (Entwistle)
3. "I Need You" (Moon)
4. "Whiskey Man" (Entwistle)
5. "Cobwebs and Strange" (Moon)
6. "Happy Jack"
7. "Don't Look Away"
8. "See My Way" (Daltrey)
9. "So Sad About Us"
10. "A Quick One While He's Away"